# Обскурація
Обскура́ція — у пасіонарній теорії етногенезу — фаза етногенезу, у якій пасіонарна напруга спадає до рівня нижче гомеостатичного «нульового», за рахунок значного збільшення числа субпасіонаріїв.
Згідно з концепцією етногенезу Гумільова це фаза в етногенезі, старість етносу, що наступає після 1100 років його існування.

## Опис
Етнос існує за рахунок матеріальних цінностей і навичок, накопичених у попередню інерційну фазу. Розплодившись субпассіопарії роблять неможливою будь-яку конструктивну діяльність, вимагаючи тільки одного — задоволення своїх ненаситних потреб. Починає панувати імператив «Будь таким, як ми» — тобто засуджується (а при можливості — знищується) будь-яка людина, що зберегла почуття обов'язку, працьовитість і совість. Власний імператив субпасіонаріїв — «Жити одним днем», що відображає їх повну нездатність до прогнозу.
Суспільство цього періоду характеризується зростаючим рівнем меркантильності.
В результаті суспільний організм починає розкладатися: фактично узаконюється корупція, поширюється злочинність, армія втрачає боєздатність, до влади приходять цинічні авантюристи, що грають на настроях натовпу. Настає депопуляція, чисельність населення до кінця Фази обскурації значно скорочується. Частково цей процес гальмується за рахунок припливу представників окраїнних і чужих етносів, які найчастіше починають домінувати у суспільному житті.
Етнічна система втрачає резистентність і може стати легкою здобиччю більш пасіонарних сусідів. Фаза обскурації передує загибелі етнічної системи або її переходу в стан етнічного гомеостазу, причому гомеостазу може досягти лише незначна здорова частина етносу, що збереглася в «кривавому мороці» епохи обскурації.

## Приклади
- У Стародавньому Римі фаза обскурації почалася наприкінці II ст. н. е. і закінчилася загибеллю Західної Римської імперії;
- В Візантії обскурація охопила суперетнос у період правління династії Ангелів і привела до падіння Константинополя в 1204 р. (і остаточної загибелі в 1453 р.).
- У Китаї фаза обскурації запанувала в XVII ст., й він був захоплений маньчжурами (маньчжурська династія правила в країні до Синьхайської революції 1911 р., Яка була проявом уже нового етногенезу). Обскурація в Стародавньому Китаї пов'язана із занепадом імперії Хань і узяттям в 312 р. столиці Піднебесної хуннамі.